# Adoncholaimus aralensis
Adoncholaimus aralensis is een rondwormensoort uit de familie van de Oncholaimidae.